# Connor Goldson
Connor Lambert Goldson (Wolverhampton, Inglaterra, 18 de diciembre de 1992), conocido como Connor Goldson, es un futbolista británico que juega de defensa en el Aris de Limassol de la Primera División de Chipre.

## Trayectoria
Formado en las categorías inferiores del Shrewsbury Town F. C., firmó su primer contrato profesional en mayo de 2010. Debutó con el primer equipo en febrero de 2011 en un triunfo ante el Lincoln City F. C. Durante su etapa en el club, en la que estuvo cedido un tiempo en el Cheltenham Town F. C., jugó más de 100 partidos y logró dos ascensos.
En agosto de 2015 fue traspasado al Brighton & Hove Albion F. C. Tuvo que esperar cuatro meses para debutar con su nuevo equipo en una derrota como local ante el Middlesbrough F. C. La temporada siguiente lograron el ascenso a la Premier League, aunque se perdió el tramo final de la competición tras serle detectado un problema en el corazón. Se recuperó de la dolencia y se estrenó en la máxima categoría del fútbol inglés el 23 de diciembre de 2017 en una victoria por la mínima ante el Watford F. C.
Se marchó al Rangers F. C. en junio de 2018 firmando un contrato de cuatro años de duración. En la campaña 2020-21 marcó los dos goles del triunfo en uno de los Old Firm ante el Celtic F. C. y acabaron ganando la Scottish Premiership por primera vez en diez años sin perder ningún partido. La temporada siguiente conquistaron la Copa de Escocia, además de ser finalistas de la Liga Europa de la UEFA, y al término de la misma renovó hasta junio de 2026. Añadió la Copa de la Liga, ganada en diciembre de 2023, a su palmarés y en los seis años que estuvo en el club disputó más de trescientos partidos.
En julio de 2024 puso fin a su etapa en el conjunto escocés al ser vendido al Aris de Limassol, equipo con el que se comprometió hasta mediados de 2027.

## Clubes
| Club                           | País       | Año       |
| ------------------------------ | ---------- | --------- |
| Shrewsbury Town F. C.          | Inglaterra | 2010-2015 |
| Cheltenham Town F. C. (cedido) | Inglaterra | 2013-2014 |
| Brighton & Hove Albion F. C.   | Inglaterra | 2015-2018 |
| Rangers F. C.                  | Escocia    | 2018-2024 |
| Aris de Limassol               | Chipre     | 2024-     |

## Palmarés

### Títulos nacionales
| Título                     | Club          | País    | Año  |
| -------------------------- | ------------- | ------- | ---- |
| Scottish Premiership       | Rangers F. C. | Escocia | 2021 |
| Copa de Escocia            | Rangers F. C. | Escocia | 2022 |
| Copa de la Liga de Escocia | Rangers F. C. | Escocia | 2024 |